# Herz-Jesu-Basilika (Lutterbach)

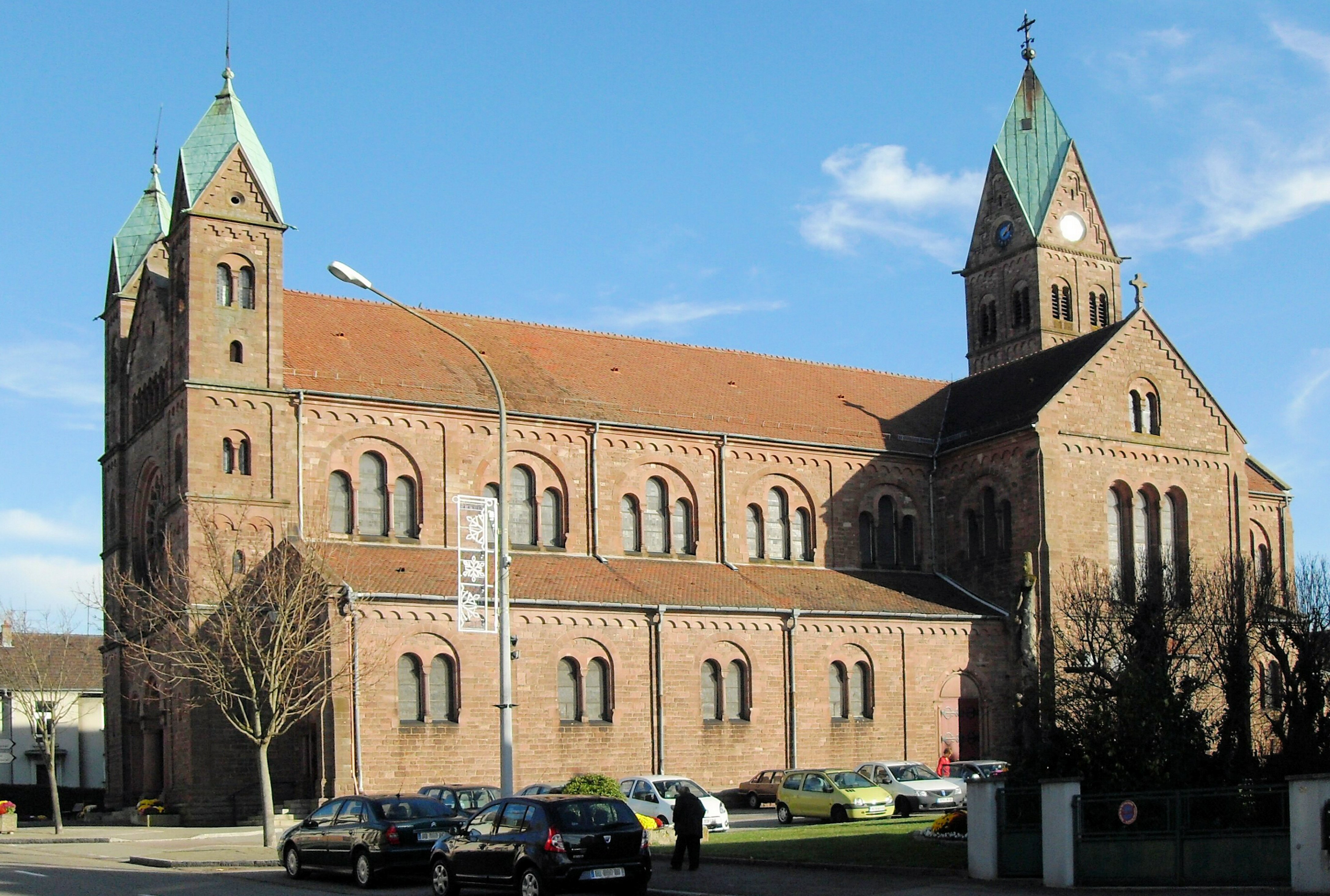
Seitenansicht der Basilika

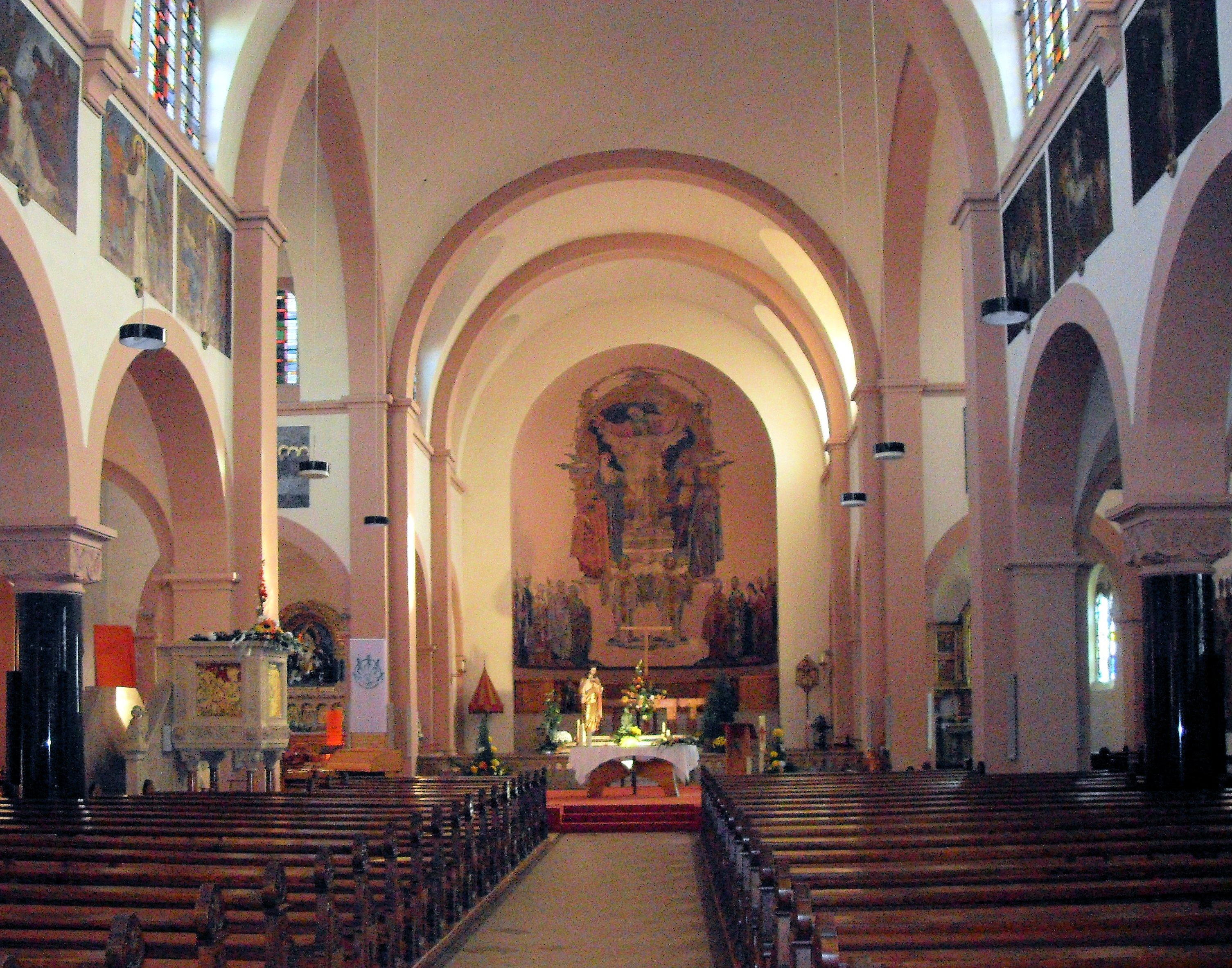
Innenraum

Die Herz-Jesu-Basilika (französisch Basilique Sacré-Cœur oder St-Martin-du-Sacré-Cœur) ist eine römisch-katholische Kirche in Lutterbach, Frankreich. Die Kirche im Erzbistum Straßburg trägt den Titel einer Basilica minor, sie wurde Anfang des 20. Jahrhunderts im Stil der Neuromanik erbaut.

## Geschichte
Die erste Kirche in Lutterbach wurde Martin von Tours gewidmet. Sie wurde mehrmals umgebaut, das letzte Mal im Jahr 1761 im Barockstil.
Zu Beginn des 20. Jahrhunderts war eine Sanierung notwendig. Der Pfarrer, der Kanoniker Jean-Baptiste Ackermann, wollte einen Neubau zu einem Ort der Anbetung des Heiligsten Herz Jesu machen. Die Pläne der neuen Kirche wurden vom Architekten Heinrich Hannig im neuromanischen Stil gezeichnet, der ein Gebäude mit drei Türmen in Anlehnung an die Heilige Dreifaltigkeit entwarf. Der Grundstein wurde 1905 gelegt. Das Gebäude wurde 1908 feierlich geweiht. Am 13. Dezember 1922 verlieh Papst Pius XI. der Kirche den Rang einer Basilica minor.
Das Gebäude wurde durch Bombenangriffe zum Ende des Zweiten Weltkriegs stark beschädigt. Nach dem Wiederaufbau wurde die Kirche 1953 wieder eröffnet.
Die Kirche wird als Teil der Pfarrgemeinde St. Benedikt bei Œlenberg zusammen mit der der Abtei Oelenberg von Pallottinern betreut.

## Ausstattung
Die reiche neoromanische Dekoration der Bauzeit existiert nicht mehr. Neue Fresken wurden vom Maler René Kuder geschaffen. Ein Teil der alten liturgischen Ausstattung der Klem-Werkstätten in Colmar ist erhalten. Die Fenster von 1952 stammen aus der Werkstatt von Jacques Le Chevallier.
Im Jahr 1956 wurden fünf neue Glocken im Hauptturm installiert. Sie wurden von der Glockengießerei Paccard in Annecy-le-Vieux gegossen und haben folgende Daten:
| Glocke | Name                                           | Gewicht | Nominal |
| ------ | ---------------------------------------------- | ------- | ------- |
| 1      | Herz Jesu                                      | 2800 kg | c′      |
| 2      | Herz Mariä                                     | 1800 kg | es′     |
| 3      | St. Joseph                                     | 1250 kg | f′      |
| 4      | St. Martin und St. Wendelin                    | 0900 kg | g′      |
| 5      | St. Theresia, St. Gertrud, St. Margareta-Maria | 0600 kg | b′      |

Zwei Jahre später wurde eine neue große Orgel der Firma Schwenkedel aus Straßburg installiert. Sie befindet sich auf der Empore im hinteren Teil der Kirche und verfügt über 48 Register auf drei Manualen (Grand-Orgue 15, Positif de dos 7, Récit expressif 15) und Pedal (11).
Die Kirche zeigt auch Gemälde des aus Lutterbach stammenden Künstlers Jean-Jacques Scherrer.